# کمال عزت
کمال عزت (انگلیسی: Kemal Izzet؛ زادهٔ ۲۹ سپتامبر ۱۹۸۰) بازیکن فوتبال اهل ترکیه است.
از باشگاه‌هایی که در آن بازی کرده‌است می‌توان به باشگاه فوتبال نیدهام مارکت، باشگاه فوتبال چارلتون اتلتیک، و باشگاه فوتبال کولچستر یونایتد اشاره کرد.